# Me 410
A Messerschmitt Me 410 Hornisse egy második világháborús, kétmotoros, alsószárnyas, fémépítésű német romboló (Zerstörer), vadászbombázó, felderítő és éjszakai vadász repülőgép volt.

## Története
A Bf 110 utódaként tervezett Me 210 nem vált be. Bár az első felszállására már 1939-ben sor került, a sorozatgyártás a gép rossz repülőtulajdonságai miatt csak 1941-ben kezdődött, de a sok baleset miatt a 325. gép átadása után leállították. A gyártás újraindítását csak hosszas tesztelés és a számos szerkezeti elem újjátervezése után engedélyezték a légügyi hatóságok. A már elkészült példányok egy részét hosszabb törzsrésszel látták el és a DB 605-ös motorral építették meg.  A gépeket a keleti fronton főleg gyorsbombázó és felderítő feladatokra alkalmazták. Gépágyúkkal, rakétákkal és radarral felszerelt nappali és éjszakai nehézvadász változatait a Németországot támadó szövetséges stratégiai bombázó kötelékek rombolására használták. A típus egyik sajátossága a hátsó támadások elhárítására alkalmazott távirányítású géppuska pár volt. A teljes áttervezés eredményeként létrejött, 1900 LE-s DB-603 motorokkal felszerelt géptípust utolsó változatát már Me 410 jelzéssel állították hadrendbe.

## Típusváltozatok
- Me-410 A2/U2 – Éjszakai vadász SN-2 Lichtenstein radarral. Fegyverzete 2xMG151/20 és 2xMK108 és 2xMG131/13 hátrafelé tüzelő védő géppuska

A Me-210-es és 410-es volt a Luftwaffe legtöbb változatban épített repülőgépe. Több mint 140 változat ismert, beépítették mindazt a fegyverzetet amivel a Luftwaffe rendelkezett ebben az időben.